# Cmentarz wojenny nr 22 – Jasło
Cmentarz wojenny nr 22 – Jasło – cmentarz z I wojny światowej zaprojektowany przez Johanna Jägera, znajdujący się we Jaśle, województwie podkarpackim. Jeden z ponad 400 zachodniogalicyjskich cmentarzy wojennych zbudowanych przez Oddział Grobów Wojennych C. i K. Komendantury Wojskowej w Krakowie.
Pierwotnie cmentarz został założony na nowym cmentarzu parafialnym w Ulaszowicach. Miał kształt litery L wyciętej z prostokąta. W Odciętej części znajdowały się pochówki cywilne. Obecnie położenie grobów nie jest czytelne, teren został splantowany i częściowo zajęty przez wybudowane nowe osiedle domków oraz ulice Kruszyny i Reymonta. Zajmuje powierzchnię około 1500 m². Otoczony jest współcześnie zbudowanym ogrodzeniem kamienno-metalowym. Jest wpisany do rejestru zabytków.
Oryginalnie znajdowało się na nim 136 grobów pojedynczych oraz 14 zbiorowych. Pochowano w nich 675 żołnierzy poległych głównie w dniach 6 i 7 maja 1915 roku:
- 555 Rosjan z 3 Narewski Pułk Piechoty, 5 Kałuski Pułk Piechoty, 33 Jelecki Pułk Piechoty, 57 Modliński Pułk Piechoty, 97 Liwoński Pułk Piechoty, 244 Krasnostawski Pułk Piechoty, 243 Chełmski Pułk Piechoty, 287 Tarusski Pułk Piechoty,
- 79 Austriaków z 17 IR 20 IR, 28 IR, 30 IR, 37 IR, 49 IR, 56 IR, 57 IR, 100 IR, 3 HIR, 7 HIR,
- 41 Niemców m.in. z 46 Pułk Piechoty im. Hrabiego Kirchbacha (1 Dolnośląski), 77 Pułk Piechoty (2 Hanowerski).

Na środku obecnego cmentarza znajduje się kamienny pomnik, który zachował się w dobrym stanie, oprócz znajdującej się w nim rzeźby przedstawiającej hełm z grzywą spoczywający na wieńcu. Na pomniku znajduje się tablica kamienna z inskrypcją w języku niemieckim oraz polskim, umieszczona w czasie remontu w miejscu oryginalnej.
| DER NIBELUNGEN NOT SCHUF NIBELUNGEN KRAFT, GRTREUER HELDEN TOD HAT WUNDERS WIEL GESCHAFFT, DER DRACHE LIEGT ZERSPELLT, DER UNS MIT HASS UMNETZT, DER FRIEDE IST DER WELT ERNEUT ZUM HERRN GESETST. | BIEDA NIBELUNGÓW STWORZYŁA SIŁĘ NIBELUNGÓW ŚMIERĆ WIERNYCH BOHATERÓW UCZYNIŁA CUD SMOK KTÓRY USIDLA NAS NIENAWIŚCIĄ LEŻY ROZBITY. POKÓJ STAJE SIĘ NA NOWO PANEM ŚWIATA |

Cmentarz jest obiektem Szlaku Frontu Wschodniego I Wojny Światowej na obszarze województwa podkarpackiego.

## Galeria

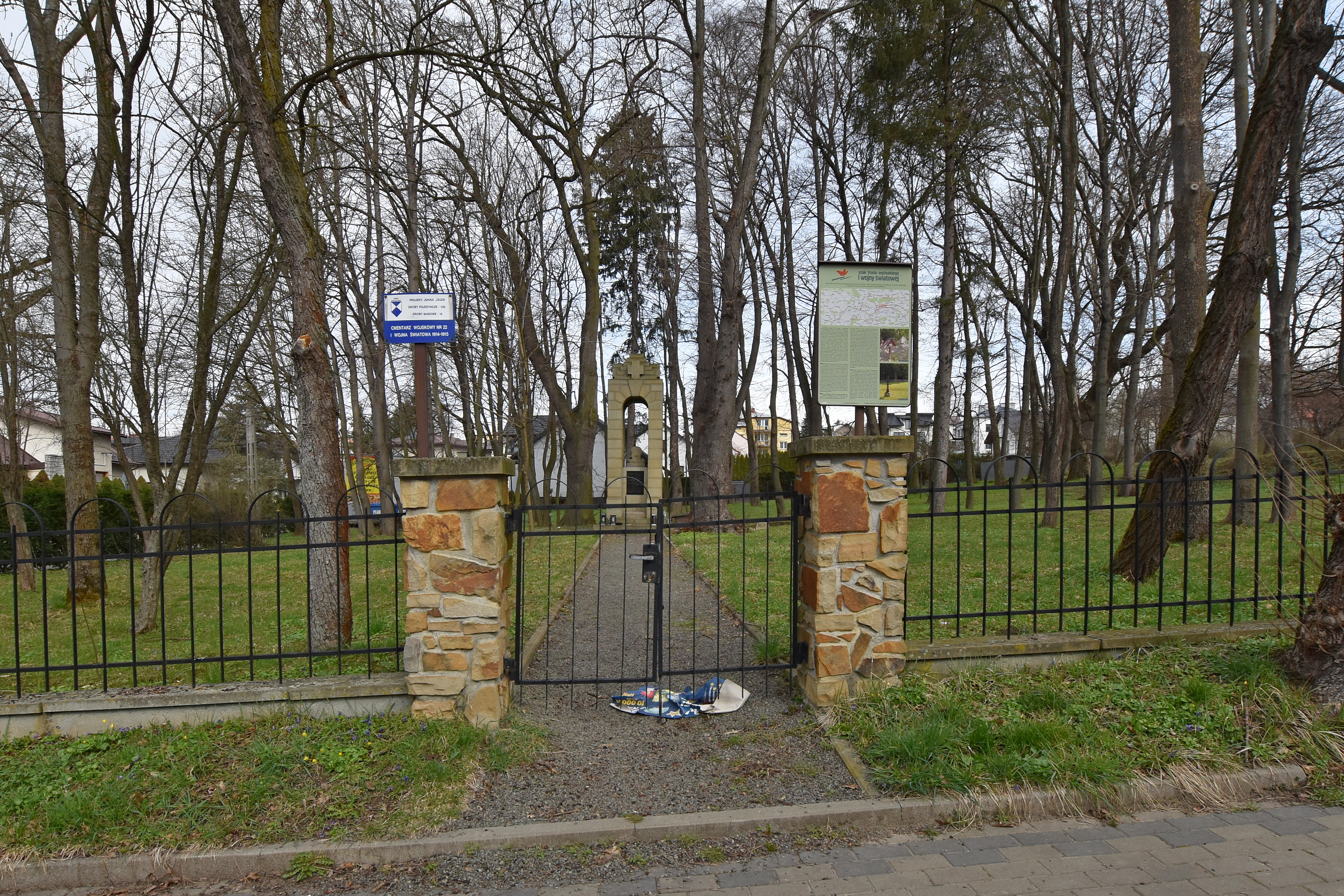
Brama wejściowa
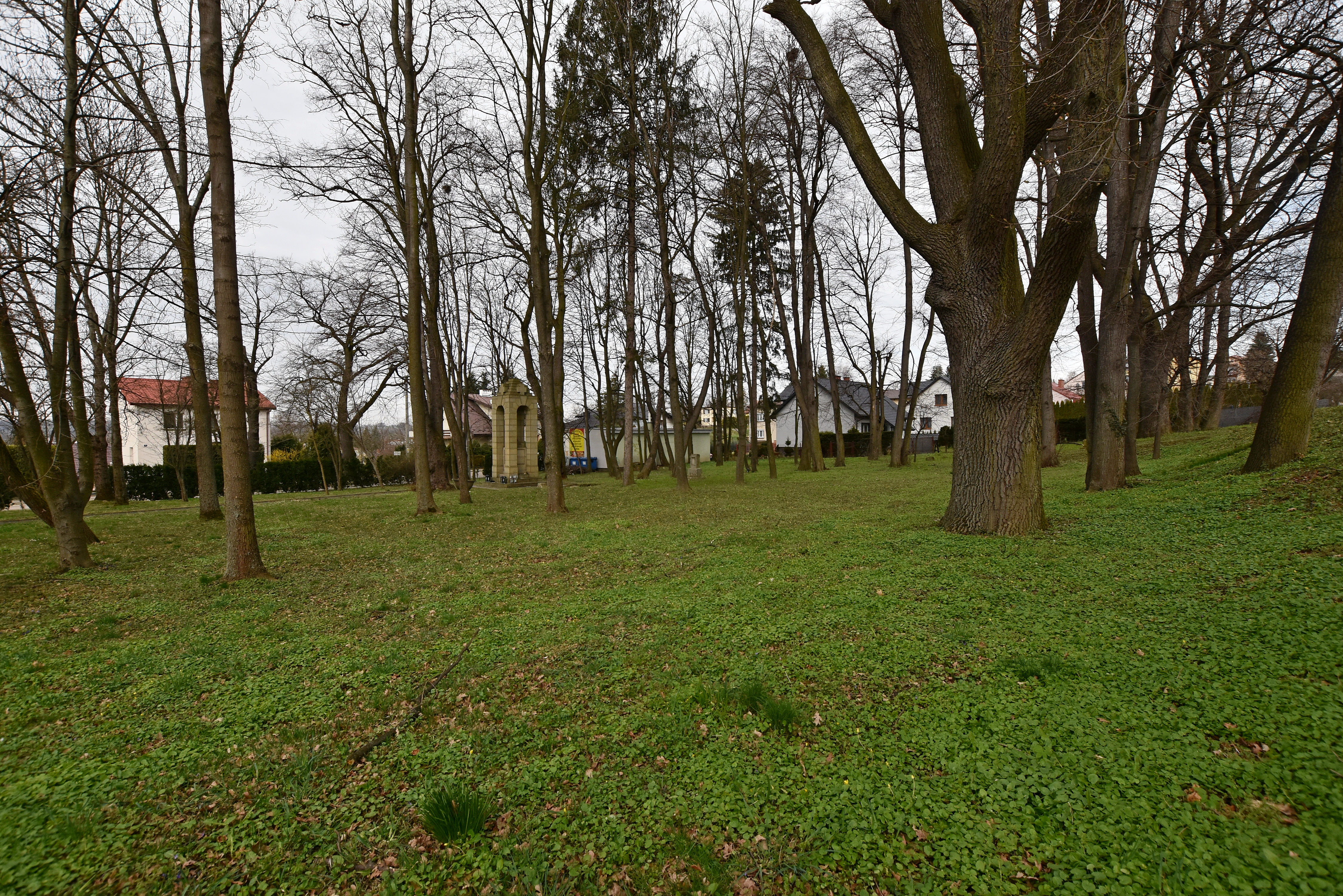
Widok ogólny
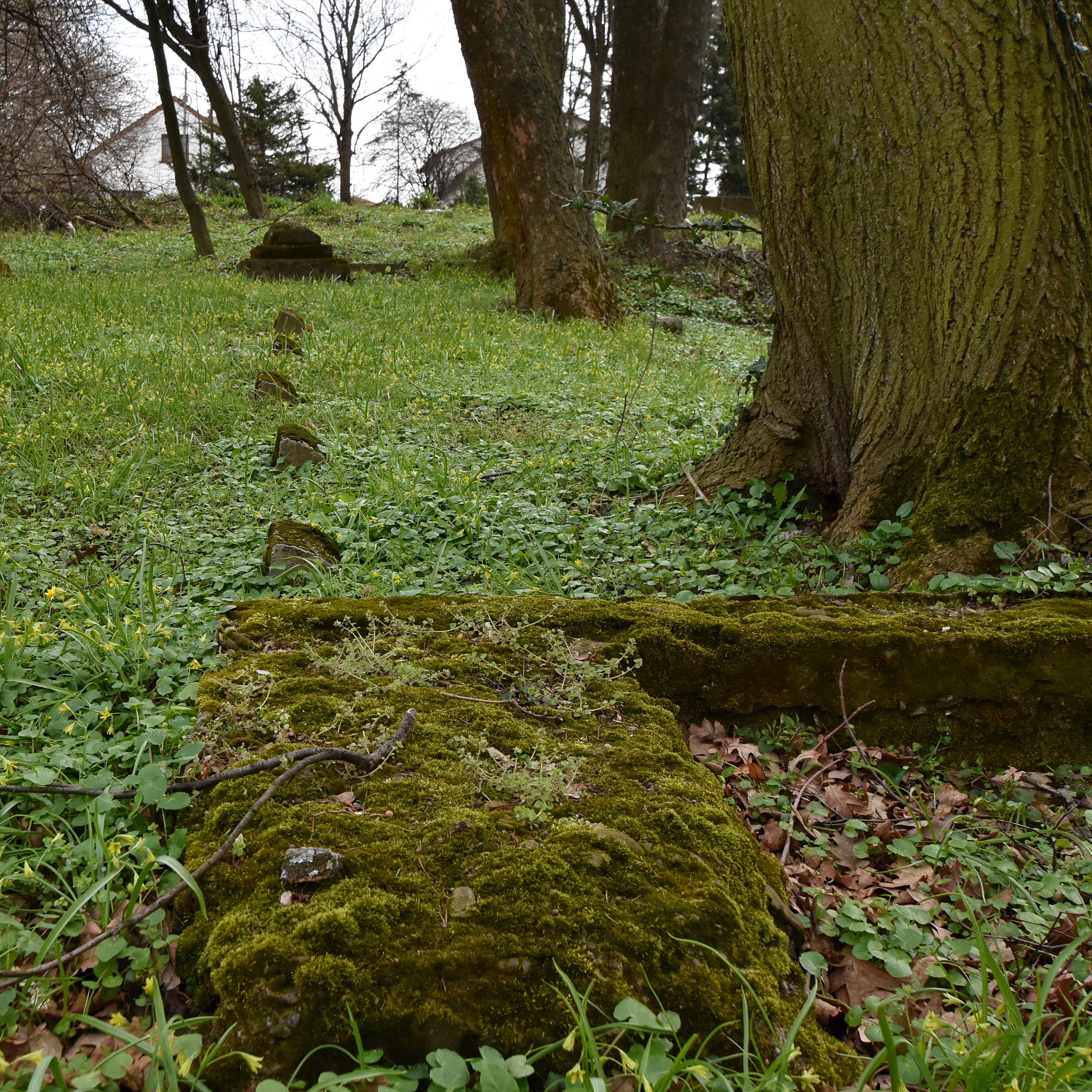
Fragment cmentarza